# Connor Rand
Connor Dean Rand est un homme politique du Parti travailliste britannique qui siège comme député pour Altrincham et Sale West depuis 2024.

## Carrière
Rand fréquente la Wisbech Grammar School dans le Cambridgeshire. Il obtient un baccalauréat en histoire de l'Université d'East Anglia en 2014, où il travaille ensuite comme responsable de l'éducation de premier cycle du syndicat étudiant.
Rand travaille comme organisateur pour les étudiants travaillistes, puis comme responsable régional pour le Parti travailliste. Il est chercheur principal au Syndicat des travailleurs du commerce, de la distribution et des secteurs connexes (USDAW) avant son élection au Parlement,.
Peu avant les élections générales de 2024, le Comité exécutif national du Parti travailliste choisit Rand pour se présenter à Altrincham et Sale West. Le candidat précédent avait renoncé en raison de circonstances personnelles. Il est le premier député travailliste à représenter la circonscription, remportant le siège des mains des conservateurs.

## Vie personnelle
Rand a un fils et sa partenaire, Catherine, est institutrice à l'école primaire. Il vit à Didsbury, Manchester.